# Sokołów (gmina Goszczanów)
Sokołów – wieś w Polsce, położona w województwie łódzkim, w powiecie sieradzkim, w gminie Goszczanów.
| SIMC    | Nazwa   | Rodzaj    |
| ------- | ------- | --------- |
| 0703724 | Janówek | część wsi |

W latach 1975–1998 miejscowość należała administracyjnie do województwa sieradzkiego.